# Okellyaceae
Famille
Les Okellyaceae sont une famille d’algues vertes de l’ordre des Cladophorales .

## Étymologie
Le nom vient du genre type Okellya, nommé en l'honneur du phycologue irlandais Charles J. O'Kelly « pour ses travaux pionniers et influents sur la systématique des algues vertes ».

## Liste des genres
Selon NCBI (8 janvier 2022) et AlgaeBase (8 janvier 2022) :
- genre Okellya Leliaert & Rueness, 2009

## Publication originale
- (en) Frederik Leliaert, Jan Rueness, Christian Boedeker, Christine A. Maggs, Ellen Cocquyt, Heroen Verbruggen et Olivier De Clerck, « Systematics of the marine microfilamentous green algae Uronema curvatum and Urospora microscopica (Chlorophyta) », European Journal of Phycology, Taylor & Francis, vol. 44, no 4,‎ novembre 2009, p. 487-496 (ISSN 0967-0262 et 1469-4433, DOI 10.1080/09670260903229540, lire en ligne).